# II. Péter havasalföldi fejedelem
II. Péter, más néven Fülbevalós Péter (románul: Petru Cercel), (1556 körül – 1590 márciusa) Havasalföld fejedelme volt 1583 – 1585 között.

## Uralkodása
Petraskó havasalföldi fejedelem törvénytelen fia és Vitéz Mihály feltételezett féltestvére volt. Csekély jelentőségű költő volt, verseit toszkán nyelvjárásban írta.
Életének első éveit utazással töltötte, támogatást keresve trónkövetelői igényeihez. Az a tény, hogy 1579-ben elnyerte a Valois-ház feltétel nélküli támogatását, illetve a fülbevaló-viselés, amelyről melléknevét kapta, olyan találgatásokhoz vezettek, hogy Péter egyike lett volna III. Henrik francia király mignon-nak nevezett kegyenceinek. Azt is mondják, hogy Henrik vonzalma lett volna az ok, amiért közbenjárt a Portánál Péter trónrajutása érdekében.
Péter 1581-ben Isztambulba utazott, mivel a francia követ kitartó közbenjárása arra késztette a Portát, hogy utánanézzen az ügynek. Májusban érkezett oda, miután a Velencei Köztársaságban és a Raguzai Köztársaságban szívesen látott vendégként időzött. Az Oszmán Birodalomban való tartózkodását a vesztegetés és intrikálás jellemezte, amelyet Ecaterina Salvaresso, a gyermekként uralkodó Mihnea anyja ellen folytatott. Péter sikerrel járt, elérve, hogy Mihneát és anyját egy ideig Tripoliba száműzzék.
Rövid drinápolyi tartózkodás után az új fejedelem 1583. augusztus 19-én külföldi kísérettel vonult be Bukarestbe. Szemmel láthatóan néhány bojárt a saját kegyeltjeivel akart felváltani: elrendelte több tanácstag megöletését. Ugyanakkor megemelte az adókat is  – ennek oka nem csak a saját nagymértékű adóssága volt, hanem az is, hogy a trónt azzal a feltétellel kapta meg, hogy nem függeszti fel Mihnea tartozásainak a kifizetését (amíg Péter a trónra várt, mindkét adósság kamatozott). Mellékesen a fejedelem óriási magánvagyont gyűjtött össze: 1583-ig több mint fémillió scudót.
Kibővíttette és felújíttatta a târgoviștei fejedelmi udvart, főleg azzal, hogy 1584-ben hozzáépíttette az úgynevezett fejedelmi házat (Casa Domnească), vagyis egy kis reneszánsz palotát. Új fallal vétette körül az udvart, fejedelmi templomot építtetett és a városban alapított egy ágyúöntőműhelyt.
Mihnea manőverezése és egyes bégek ellenségessége nyomán Fülbevalós Péter kiesett a szultán kegyéből. 1585. április 6-án sikerült ugyan vagyonát összegyűjtve kimenekülnie az országból, de miután csapata elhagyta, Báthory Zsigmond parancsára Medgyesnél letartóztatták. A javait elkobozták és Máramarosba küldték rabságba.
1587-ben Péternek sikerült megszöknie az ablakon át. Varsóba, Bécsbe utazott és végül Rómába utazott, ahol elnyerte XIV. Gergely pápa támogatását. Miután III. Henrik ismét biztosította támogatásáról, Péter elindult Isztambulba, és 1589 júliusában ért a városba. Megpróbálta a saját javára fordítani Mihnea kegyvesztettségét és száműzetését, de gyenge ellenfélnek bizonyult: amikor Mihnea visszanyerte a trónt, Pétert a Héttoronyba zárták. Mihnea hatalmas összegeket ígért a megöléséért, hogy elejét vegye az általa jelentett fenyegetésnek. Az oszmán hatóságok jóváhagyták a gyilkosságot, és 1590 márciusában, amikor Pétert hajóra szállították azzal az ürüggyel, hogy Rodosz szigetére küldik száműzetésbe, gyorsan lefejezték.

## Gyermekei
Péternek feleségétől, Bogáthy Druzsiannától két gyermeke született:
- Dimitrie[2] (? – 1585 után)
- Marcel[2] (? – 1600 után)

## Fordítás
- Ez a szócikk részben vagy egészben a Petru Cercel című angol Wikipédia-szócikk ezen változatának fordításán alapul.  Az eredeti cikk szerkesztőit annak laptörténete sorolja fel. Ez a jelzés csupán a megfogalmazás eredetét és a szerzői jogokat jelzi, nem szolgál a cikkben szereplő információk forrásmegjelöléseként.

## Külső hivatkozások
- Cristian  Luca, Influssi  occidentali  sull’atteggiamento  politico di  alcuni  principi  dei  Paesi  Romeni  nei  secoli  XVI  e  XVII (olasz)
- Nicolae Iorga, Histoire des Roumains et de leur civilisation. Éléments de la civilisation roumaine à l'époque moderne (francia)
- A târgoviștei fejedelmi udvar bemutatása (román)